# اکسیژناتور
اکسیژناتور یا اکسیژن‌دم دستگاهی در اتاق جراحی است که توانایی تبادل اکسیژن و کربن دی‌اکسید در خون بیماری که ممکن است نیاز به وقفه یا ایست جریان خون در بدن وی، یا در یک ارگان حیاتی یا عروق بزرگ باشد را دارد.
ارگان‌ها می‌تواند: قلب، ریه‌ها یا کبد باشند و عروق بزرگ می‌تواند: آئورت، شریان ریوی و وریدهای ریوی باشد. اکسیژناتور در جراحی قلب و در اتصال با ماشین قلبی-ریوی مورد استفاده قرار می‌گیرد. همچنین این دستگاه توسط پرستارها جهت اکسیژناسیون خارج غشایی در بخش مراقبت‌های ویژه نوزادان (NICU) مورد استفاده می‌باشد. در اکثر جراحی‌های قلب نظیر پیوند جانبی عروق کرونر، انشعاب قلبی و ریوی توسط ماشین قلبی-ریوی انجام می‌گیرد.
ماشین قلبی و ریوی جهت جایگزینی وظیفه قلب طی جراحی قلب باز به خدمت گرفته می‌شود. در واقع این ماشین هم جانشین عمل پمپاژ (تلمبه ای) قلب و هم عمل تبادل گازی ریه‌ها می‌باشد. در حالیکه حرکت قلب در عمل جراحی متوقف می‌شود این وسیله به جراح امکان این را می‌دهد که عروق خالی از خون و قلب بی حرکت را جراحی نماید. یک جز از ماشین قلبی-ریوی، اکسیژناتور می‌باشد، اکسیژناتور به عنوان ریه عمل کرده و به گونه ای طراحی شده که خون را در معرض اکسیژن قرار داده و کربن دی‌اکسید را از چرخه خون خارج می‌نماید.
این وسیله یکبار مصرف بوده و شامل یک غشاه تراوا نسبت به گاز و ناتراوا نسبت به خون می‌باشد. سطح این غشا ۲ تا ۴ متر مربع بوده و به شکل یک لوله تو خالی می‌باشد. خون در خارج لوله تو خالی جریان می‌یابد در حالی که اکسیژن در داخل لوله و در جهت مخالف آن جریان دارد در حالی که خون از اکسیژناتور عبور می‌کند در تماس نزدیک با سطح مناسب وسیله قرار گرفته و گاز شامل اکسیژن و گازهای پزشکی تحویل فضای حد فاصل خون و دستگاه می‌گردد و اجازه می‌دهد که سلول‌های خونی مولکول‌های اکسیژن را مستقیماً جذب نمایند.

## انواع
اکسیژناتورها دارای انواع مدلهای مختلف از لحاظ ظاهر و نوع فیلتر به کار رفته در آن‌ها می‌باشند، که فیلترهای کنونی به دلیل با صرفه بودن و از جنبه علمی از جنس سیلیکون ساخته می‌شوند، همچنین اکسیژناتورها بر آسای رنج سنی بیماران در سایزهای مختلف تولید می‌شوند برای مثال از زمان تولد تا ۵ سالگی مدل نوزاد، از ۵ تا ۲۰ اطفال و از ۲۰ تا ۳۵ برای نوجوانان ساخته می‌شود اما برای افراد دارای وزن بیش از ۱۴۰ کیلو از ۲ الی چند اکسیژناتور به صورت موازی استفاده می‌شود. تا چربی خون کامل از بین برود.
تبادل گاز در ریه مصنوعی اساساً متکی به ایجاد سطح وسیعی از تماس گاز اکسیژن و خون است که از طریق آن می‌توان تعادل برقرار کرد. این منصه را می‌توان به روش‌های زیر ایجاد کرد:
- اکسیژن‌دم حباب: پراکنش گاز به شکل حباب در یک حوضچه خون
- اکسیژن‌دم سطحی: پخش کردن خون در یک لایه نازک روی صفحه فلزی ثابت یا متحرک، پرده و غیره.
- پراکندگی خون در فاز گاز با کف کردن یا پاشش
- تبادل غیر مستقیم: جریان خون و گاز در دو طرف یک غشای نیمه تراوا بزرگ

در برخی از دستگاه‌ها، جریان خون به صورت تک گذری است، در حالی که در برخی دیگر، از پمپ دیگری برای چرخش مجدد جریان خون استفاده می‌شود تا زمان خالص تماس با بازگشت مداوم خون از انتهای خروجی به انتهای ورودی افزایش یابد.
یک اکسیژن‌دم حباب از این واقعیت استفاده می‌کند که گازی که به تعداد زیادی حباب کوچک می‌ترکد می‌تواند یک منطقه انتقال سطح بزرگ ایجاد کند (۱۰۰ میلی لیتر گاز پراکنده شده با فرض حباب‌هایی به قطر ۱ میلی‌متر، مساحتی در حدود ۵۰۰۰ سانتی‌متر مربع). .
اگرچه حباب‌های بسیار کوچک (با قطر ۰٫۱ میلی‌متر) سطح زیادی را در واحد حجم ایجاد می‌کنند، اما به سختی از خون خارج می‌شوند؛ زیرا در نهایت این حباب‌ها باید حذف شوند؛ بنابراین، در یک عملیات عملی، حباب‌هایی با اندازه متوسط (به عنوان مثال ۵ میلی‌متر) برای بهینه‌دمی سطح و سهولت جدادمی استفاده می‌شود.
دستگاه‌های حباب دار دارای یک محفظه اختلاط حباب دار هستند که در آن گاز با خون وریدی مخلوط می‌شود و همچنین دارای یک محفظه ته‌نشینی - کف زدایی هستند که در این محفظه گاز و خون از هم جدا می‌شوند. ترکیبات سیلیکونی اعمال شده بر روی سطوح تماس، کف‌زدای عالی هستند. در حالی که این ترکیبات حباب‌هایی را که معمولاً مانند کف روی خون جمع می‌شوند می‌ترکاند، اما غیرسمی نیز هستند.

## اکسیژن‌دم‌های غشایی
در اکسیژن‌دم غشایی، خون و گاز در تماس مستقیم با یکدیگر نیستند، بلکه توسط یک غشای تراوا از یکدیگر جدا می‌شوند. این ساختار فضای خون و گاز خاصی را در اکسیژن‌دم ایجاد می‌کند.
دو نوع اکسیژن‌دم‌های غشایی موجودند:
- کسیژن‌دم غشایی شامل منافذ ریز
- اکسیژن‌دم با غشای حقیقی

### اکسیژن‌دم غشایی شامل منافذ ریز
این اکسیژن‌دم از الیاف توخالی فشرده با مواد پلی پروپیلن ساخته شده‌است که دارای منافذ ریز به قطر ۱ میکرون برای تبادل گاز می‌باشد. در این نوع اکسیژن‌دم، گاز از داخل و خون از خارج فیبر در جهت مخالف عبور می‌کند که منجر به کاهش حجم پرایم، افزایش سطح تماس خون با فیبر می‌شود. کاهش افت فشار، افزایش تبادل گاز و کاهش همولیز. برای تنظیم گازهای خون به راحتی می‌توان از مخلوط کن هوا و اکسیژن استفاده کرد. با افزایش و کاهش درصد جریان اکسیژن و گاز می‌توان اکسیژن و دی‌اکسید کربن را کنترل کرد.

### اکسیژن‌دم با غشای حقیقی
اکسیژن‌دم با غشای حقیقی مجهز به یک غشای غیر متخلخل واقعی است که در آن گاز و خون در تماس مستقیم با یکدیگر نیستند.
در این نوع اکسیژن‌دم، کانال‌های مارپیچی بلند مقاومت در برابر جریان خون را افزایش می‌دهند که باعث افزایش افت فشار می‌شود. از طرفی این افزایش مقاومت باعث افزایش زمان انتقال خون در اکسیژن‌دم و در نتیجه تبادل بهتر گاز می‌شود.